# モザイクな夜V3
『モザイクな夜』（モザイクなよる・mosaic nights）は、北海道テレビ放送（HTB）で放送されていた深夜バラエティ番組。1993年10月4日から1996年10月1日（9月30日深夜）まで、火曜（月曜深夜）から金曜（木曜深夜）までの週4日間放送されていた帯番組であった。
1995年7月4日（7月3日深夜）からは『モザイクな夜V3』（モザイクなよる ブイスリー）と改題。タイトルは『仮面ライダーV3』を模して“V3”を付け足した番組名になった。

## 概要
タイトルの『モザイクな夜』は「いろいろな物が混ざり合ってモザイク状になった番組」という意味が込められており、バラエティ番組の枠組みではあるが、トークやコント、ドキュメンタリーと「なんでもあり」の構成であった。
録画放送の帯番組というタイトなスケジュールに加え、スタッフも少人数かつキャリアの浅い若手が中心だったため、ドキュメンタリーやスタンダードなコントだけでは尺を埋められず、放送から約半年で自転車操業状態に陥る。「とにかく思いつく事は何でも」しなければ放送に間に合わない程で、ほぼ撮って出しの低品質な企画が放送されることもしばしばだった。やがて、法令違反ギリギリの度を越したゲリラパフォーマンスや安直なパロディ、「おっぱいを出せば視聴率が上がる」を合言葉にしたお色気企画に傾倒していく。この傾向は『V3』に改題後、より顕著になっていき、局内外から「低俗番組」の烙印を押される。
後に『水曜どうでしょう』のディレクターとなる藤村忠寿・嬉野雅道は番組後期に東京から北海道に移って参加。藤村はコントを演出するだけでなく自ら出演もするなど、早くも出たがりの片鱗を見せていた。また、大泉洋は『V3』時代にすすきのレポーター「元気くん（2代目）」でデビューを果たし、間もなくトーク力が買われ、スタジオにも呼ばれるようになり、レギュラーに近い扱いとなる。末期に作られた『古畑任三郎』のパロディコント「占畑任三郎」は、現在のどうでしょう班が初めて顔を揃えた伝説の作品となっている。
1996年10月1日（9月30日深夜）の放送をもって終了。改編期に合わせた形ではあったが、実情は打ち切りそのものだったという。スタッフの大半は報道・情報番組に異動し、HTBの深夜枠は週1日（水曜深夜）に縮小。タレントの鈴井・大泉、編成担当の土井P、番組制作の経験が少ない藤村・嬉野両ディレクターが『モザイク』の企画を一部引き継ぎ、枠を維持する名目で『水曜どうでしょう』を立ち上げる。
番組単体での再放送やDVD化はされていない。但し、映像の一部は『水曜どうでしょう』『ドラバラ鈴井の巣』『ハナタレナックス』などの番組で度々放送されている。現存する映像のほとんどが本放送をVHSテープに録画したもので、保存状態は良好とは言い難く、後述する合コン企画はテープの劣化により音声が再生不能になっている。

## 主な出演者
出演者の大半は道内のタレント・劇団員で構成されていた。また、いわゆる内トラ（スタッフのエキストラ出演）の範囲を超えて、藤村忠寿ディレクターなどスタッフが堂々とタレントに並んで出演することもあった。
後に番組制作に深く関わる鈴井貴之はもともとOOPARTS主宰としてのトークゲスト出演だった。1994年4月よりレギュラーに昇格し、終了まで当時HTBアナウンサーだった森田政仁と共に番組を牽引していく。当時、鈴井の妻であった伊藤亜由美（鈴井亜由美）も出演者の一人で、藤村Dとコンビで企画に出演したこともある。
出演料を安く抑えられるという理由から、北海学園大学等の演劇研究会からも出演者が集められ、後のTEAM NACSはこの番組でテレビデビューを果たす。末期にはメンバー全員が旗揚げ解散公演『LETTER～変わり続けるベクトルの障壁』のPRを兼ねて合コン企画に出演した。合コン企画のMCは鈴井で、音尾琢真は金魚を飲み込んでしまった。
東京進出のため降板した初代「元気くん」こと田中護（当時OOPARTS所属。番組では亡くなったという設定）の穴を埋めるため、伊藤が当時のチーフディレクターである杉山順一に大泉洋を紹介。デビュー時こそカメラに目線を合わせられず、たどたどしい進行ぶりだったが、指示待ちでない態度と笑いに貪欲な姿勢を藤村Dに買われ、後の『水曜どうでしょう』レギュラー起用に繋がった。
『雅楽戦隊ホワイトストーンズ』の出演者は当該項目を参照
- 森田政仁（HTBアナウンサー）
- 鈴井貴之
- TEAM NACS
  - 森崎博之
  - 安田顕
  - 佐藤重幸
  - 大泉洋（大泉元気）
  - 音尾琢真
- 北川久仁子
- 田中護
- 谷陽子
- 伊藤亜由美
- 武田晋
- ビシバシステム
  - 住田隆
  - 布施絵理
- ピンクサターン
- 早坂淳（HTBアナウンサー）

## 主なコーナー
- 占畑任三郎（1996年3月20日、出演：鈴井貴之（兼脚本）・大泉洋（「大泉元気」名義で出演）・嬉野雅道、演出：藤村忠寿）[7]
- 男と男のショート・ストーリー
- Barモザイク（出演：森田政仁・鈴井貴之）
- ドキュメント・プラモデル（小学生がプラモデルを作る様子を追うドキュメンタリー）[7]
- 黄金の仏像を探せ!（出演：藤村忠寿（隊長）・大泉洋（部下）、ディレクター：嬉野雅道）[7]
- 雪男を探せ!（出演：藤村忠寿）[7]
- ザ・スプーク（出演：鈴井貴之（キャスター）・大泉洋（解説委員）、テレビ朝日系列の報道番組『ザ・スクープ』のパロディ）[7]
- ニュースジャピャン（フジテレビ系列の報道番組『ニュースJAPAN』のパロディ）[8]
- 大スターの電話出演（藤村が地声でスターになりきってデタラメに話をする）[7]
- 人間将棋（札幌市街地が碁盤目状となっていることに着目し、全身タイツに将棋の駒を背負った森崎博之と安田顕が駒の動きに合わせて札幌市街を走り回る）
- おはよう元気くん（森田政仁・鈴井貴之・大泉洋などによる早朝情報番組のパロディ）
- テレビショッピング（おはよう元気くんの1コーナー。鈴井がテレビショッピング風に大人のオモチャなどを大真面目に紹介する。画面の2/3ほどは常にモザイクであった）
- 裏ゴイス（鈴井貴之・北川久仁子によるAIR-G'のラジオ番組『GO・I・S』のテレビ版）
- 浅草ロック座すすきのマドンナ密着ドキュメント（憂木瞳、桜樹ルイなどの来札公演を取材。桜樹の回は番組通しての高視聴率をたたき出した。ナレーションは安田顕[8]）
- 9回裏2アウト満塁・代打山本君（出演：安田顕、脚本：藤村忠寿のドラマ）[7]
- ことわざを実際にやってみる（森崎博之がことわざを実際にやるミニ企画）[8]
- 鈴井貴之の変わり風呂体験（マヨネーズ、ラー油、納豆など）
- ピンクサターンの独身男性出張サービス（ピンクサターンと森田アナが道内の独身男性の家を訪ねてリクエストに応える。）

以下の企画は『水曜どうでしょう』でも開始から1年間継承された。
- アーティストインタビュー
- 雅楽戦隊ホワイトストーンズ（出演：鈴井貴之、安田顕、岩村真人 他、後に『ドラバラ鈴井の巣』の主要作品としてグレードアップされた。）
- ビシバシステムコント集

など多数

## スタッフ
- 構成：鈴井貴之
- 撮影：坂本忠昭・佐々木耕 他
- 音声：藤本修一・小林博史 他
- スタイリスト：小松江里子 他
- 音響効果：工藤哲也
- 照明：北海道共立
- デスク：中公あゆみ
- タイトルCG - 富士通北海道システムエンジニアリング
- ディレクター：杉山順一（初代チーフD）・藤村忠寿（2代目[注釈 9]チーフD）・多田健・清水浩[注釈 10]・嬉野雅道・岡本真一 他
- プロデューサー：土井巧
- 制作著作：北海道テレビ放送

## テーマ曲
番組初期はビーインググループ、後期はエイベックスのアーティストの楽曲がエンディングに流れることが多かった。後期のアーティストは後続番組『水曜どうでしょう』(1996年-1999年末まで) のエンディング曲に使用される事もあった。

## 編成
初回は直前の番組『トゥナイト』を休止して23:55からの拡大版として放送が開始された。
プロ野球中継の延長時は放送時間が繰り下がることがあり、その際番組冒頭や後続番組の放送開始予定時刻に「野球中継延長のため予定の番組は○分繰り下げて放送します」というテロップが局送出されていた。